# مومباسا ۱۴۲۸
سیارک ۱۴۲۸ (به انگلیسی: 1428 Mombasa، نامگذاری:1937NO) هزار و چهارصد و بیست و هشتمین سیارک کشف شده‌است که در ۵ ژوئیه ۱۹۳۷ کشف شد.
قدر مطلق سیارک برابر ۱۰٫۹۰ است.